# Hlađenje

## Hlađenje
Rashladna tehnika je ona grana tehnike koja se bavi pojavama i postupcima hlađenja tijela. U tom smislu, hladiti znači nekom tijelu smanjivati unutrašnju energiju odvođenjem energije, što se manifestira sniženjem njegove temperature. Hlađenje je proces snižavanja temperature u nekom prostoru u svrhu, npr. rashlađivanja hrane, očuvanja neke supstance ili stvaranja ugodnog osjetilnog doživljaja. Hladnjaci i strojevi za hlađenje usporavaju razvoj bakterija koje uzrokuju kvarenje prehrambenih proizvoda kao i kemijskih reakcija koje se događaju u normalnoj atmosferi. Escher Wyss je 1913. godine po prvi puta upotrebljava monoklormetan kao radnu tvar u rashladnom uređaju. Dvadesetih godina prošlog stoljeća započinje serijska proizvodnja kućanskih hladnjaka s monoklormetanom ili sumpor-dioksidom kao radnom tvari. freoni 1945. godine postaju najznačajnija radna tvar u rashladnoj tehnici, i to značenje zadržavaju do danas. Konstantan rashladni učinak kod tehničkog hlađenja je postignut cirkulacijom radne tvari u zatvorenom sustavu, u kojem radna tvar isparava (radna tvar ima nisku temperaturu isparavanja) da bi zatim opet kondenzirala u kontinuiranim ciklusima. Ako ne dođe do iscurenja radne tvari, radna tvar zadržava svoja svojstva kroz čitav uporabni vijek rashladnog uređaja i nije potrebna njena zamjena. Sve što je potrebno za održavanje rashladnog efekta je stalan dovod energije ili snage u sustav, i mogućnost odvođenja topline iz sustava. 
Kružni procesi u rashladnoj tehnici su ljevokretni procesi uz utrošak kompenzacijske energije koja se dovodi procesu najčešće kao mehanički rad. Razlikujemo tri vrste takvih procesa. Kada se procesom prenosi toplina od niže na višu okolišnu temperaturu, proces se naziva rashladnim procesom. Kada se kružnim procesom prenosi toplina s okolišne na neku višu temperaturu, takav proces se naziva ogrjevnim procesom ili dizalicom topline. Treću vrstu ljevokretnih kružnih procesa čine procesi u kojima se uz utrošak mehaničkog rada prenosi toplina od niske na visoku temperaturu grijanja, tkz. ogrjevno-rashladni procesi. 
Dva osnovna tipa rashladnih sustava su kompresijski rashladni uređaji i apsorpcijski rashladni uređaji. 

### Kompresijski sustavi
Svaki kompresijski sustav se sastoji od četiri osnovna elementa, a to su: 

#### Kompresor
Komprimira radnu tvar od tlaka isparavanja do tlaka kondenzacije s ciljem da joj se temperatura podigne iznad temperature okoline. Time se povećava temperatura i tlak radne tvari. Kada temperatura naraste na potreban iznos omogućena je izmjena topline s okolinom. Kompresori se dijele na hermetičke, poluhermetičke i otvorene. 

#### Kondenzator
Vruće pare radne tvari iz kompresora se prvo hlade, kondenziraju, te pothlađuju prije napuštanja kondenzatora. Prema načinu hlađenja kondenzatori se djele na vodom hlađene, zrakom hlađene, i kombinirano, vodom i zrakom hlađene kondenzatore. 

#### Prigušni ventil
Dozira i prigušuje radnu tvar s tlaka kondenzacije na tlak isparavanja. Kapljevita radna tvar prolazi kroz prigušni ventil iz područja visokog tlaka u područje nižeg tlaka. Zbog toga radna tvar ekspandira i istodobno isparava. Najčešće je to termoekspanzijski ventil (TEV) ili ventil s plovkom na niskotlačnoj strani (VPNT). 

#### Isparivač
Dok radna tvar isparava, ona apsorbira toplinu i hladi tvari i/ili prostor kojeg želimo rashladiti. U isparivaču se radna tvar nalazi u međusobno gusto postavljenim cjevčicama, da bi se dobila što veća površina za izmjenu topline. Prema načinu rada isparivači se djele na potopljene i suhe. 

### Ljevokretni proces s prigušnim ventilom i usisavanjem suhozasićene pare
Shemu ovog procesa prikazuje slika:

Proces u T,s -dijagramu:

#### Opis procesa
Kompresor usisava suhozasićenu paru stanja 1 pri isparivačkom tlaku (izobar) i izentropski je komprimira do stanja 2. Sa stanjem 2 para ulazi u kondenzator u kojem, predajući toplinu rashladnom spremniku, potpuno kondenzira do stanja 4, s kojim ta vrela kapljevina (Saturated Liquid) ulazi u prigušni ventil (Expanzion) u kojem se prigušuje (ekspandira) do točke 5 koja leži na isparivačkom tlaku. Dovođenjem topline iz hladionice zasićena para stanja 5 u isparivaču pri isparivačkom tlaku dolazi u stanje suhozasićene pare 1, čime je ciklus zatvoren.

### Apsorpcijski sustavi
Apsorpcijski rashladni proces se od kompresijskog razlikuje samo po tome što je mehanički kompresor zamijenjen termičkim kompresorom (ili “toplinskim kompresorom”). To znači da kao kompenzacijska energija više ne služi mehanički rad (kojeg dovodimo kompresijskom sustavu u vidu električne energije), već toplinska energije dovedena u sustav pri temperaturi višoj od temperature okoline. Prednost je u tome što je kompenzacijska energija obično neka jeftina otpadna toplina. Da bi termički kompresor radio potrebno je da radna tvar bude smjesa dvije tvari. Jedna tvar je rashladna radna tvar koja kondenzira u kondenzatoru i isparava u isparivaču, a druga tvar mora imati sposobnost da prvu tvar apsorbira (otopi) da bi kao smjesa kružila u krugu termokompresora. Većina industrijskih apsorpcijskih uređaja i malih kućanskih aparata rade sa smjesom amonijaka i vode (NH3/H2O). 

### Radne tvari
Radna tvar koja cirkulira unutar uređaja ima funkciju prijenosnika energije, preuzimajući toplinsku energiju u jednom dijelu rashladnog uređaja i prenoseći je na drugi dio na kojem se toplina predaje okolišu. Svojstva radnih tvari moraju biti takva da se toplina s niže na višu temperaturu može prenositi pod uvjetima koji vladaju unutar rashladnog uređaja. Radne tvari moraju zadovoljavati posebne termodinamičke, sigurnosne i fizikalno-kemijske zahtjeve. Zbog relativno velikog spektra tvari koje se mogu koristiti kao radne tvari u rashladnim sustavima, uvedeno je univerzalno internacionalno označavanje. Za svaku radnu tvar u rashladnim uređajima oznaka započinje velikim slovom R (eng.: refrigerant), a iza njega slijede dvije ili tri brojke (npr. metan, CH4, ima oznaku R 50). 
Najčešće korištene radne tvari u hladnjacima za kućanstva, halogeni derivati metana i etana, R 11, R 12 i R 22, inače izvaredno kemijski stabilne, predstavljaju veliku opasnost za okoliš u slučaju da radna tvar iscuri iz sustava. Za navedene spojeve se pouzdano zna da uništavaju ozonski omotač. Montrealskim protokolom je zabranjena proizvodnja rashladnih uređaja s ovim radnim tvarima, i do danas bi zabrana trebala u potpunosti biti provedena. 

### Faktor ekonomičnosti (hlađenja)
Za ekonomičnost svakog rashladnog uređaja mjerodavan je stupanj iskoristivosti. Stupanj iskoristivosti definiramo kao omjer korisne energije (energije koju možemo iskoristiti za neki koristan rad) i ukupne energije (utrošena energije). Ovaj omjer nikad ne može biti veći od jedan. Iskoristivost od 100% predstavlja idealizirani slučaj u kojem teoretski nemamo nikakvih gubitaka te je sva uložena energije pretvorena u koristan rad. Naravno ovakav slučaj nije moguć u nekom realnom postrojenju.
Izrazi za faktor ekonomičnosti, ne ovise o svojstvima radne tvari te vrijede za svaku tvar koja se koristi u ljevokretnom kružnom procesu. 
Transport topline kod ljevokretnog procesa ne odvija se sam od sebe nego je za prijenos topline potreban nekakav rad koji se dovodi izvana. 
Za određivanje ukupne vrijednosti rashladnog procesa koristimo omjere faktora ekonomičnosti realnog i idealnog Carnotovog procesa.
Faktor hlađenja je omjer topline Q i utrošenog mehaničkog rada. Taj faktor daje podatak o toplini Q koja se može podići od temperature To na Tok utroškom jedinice mehaničkog rada. Za razliku od drugih termodinamičkih stupnjeva djelovanja, faktor hlađenja poprima vrijednosti veće od jedan.

## Vanjske poveznice
- Rashladna tehnika Hrvatska tehnička enciklopedija, portal hrvatske tehničke baštine. LZMK